# Северилов, Николай Семёнович
Николай Семёнович Северилов (1923—1988) — старший лейтенант Рабоче-крестьянской Красной Армии, участник Великой Отечественной войны, Герой Советского Союза (1945), лишён всех званий и наград в связи с осуждением.

## Биография
Николай Северилов родился 5 января 1923 года в городе Новониколаевск (ныне — Новосибирск). В 1940 году окончил десять классов средней школы, после чего работал слесарем на авиазаводе имени Чкалова.
В октябре 1941 года Северилов был призван на службу в Рабоче-крестьянскую Красную Армию Заельцовским районными военным комиссариатом города Новосибирска. С декабря 1941 года — красноармеец 114-й стрелковой дивизии Карельского фронта. Как получивший полное среднее образование, Северилов был направлен в Белоцерковское военное пехотное училище, эвакуированное в Томск, но учёбу не закончил, так как в январе 1943 года курсанты училища были подняты по тревоге и спешно отправлены на фронт.
С февраля 1943 года воевал на Западном фронте на должности командира отделения в 85-й стрелковой дивизии. В апреле-июле 1943 года болел, после излечения Северилов был направлен в 1231-й стрелковый полк 371-й стрелковой дивизии и назначен помощником командира стрелкового взвода. В боях за освобождение городов Ярцево и Спас-Деменск, уже на должности командира взвода автоматчиков, старший сержант Северилов лично уничтожил пулемётный расчёт и 14 немецких солдат, за что был впоследствии (12 сентября 1943 года) награждён медалью «За отвагу». 8 сентября 1943 года был легко ранен в голову. После непродолжительного лечения в октябре 1943 года Северилов был направлен на курсы младших лейтенантов при 33-й армии. В конце января 1944 года, получив офицерское звание, вернулся в свой полк и стал командовать сначала взводом, а впоследствии ротой. 25 января 1944 года был награждён второй медалью «За отвагу». 11 февраля 1944 года был вторично ранен, на сей раз в правую ногу.
После выздоровления лейтенант Северилов был направлен на должность командира роты в 190-м стрелковом полку 5-й стрелковой Орловской Краснознамённой орденов Суворова и Кутузова дивизии 3-й армии 3-го Белорусского фронта, 24 августа вступил в должность. Принимал участие в боях за освобождение Белорусской ССР, форсировании реки Нарев. За эти бои 8 октября 1944 года был награждён орденом Отечественной войны 2-й степени. В 1944 году вступил в ВКП(б).
Особенно отличился Северилов во время боёв в Восточной Пруссии весной 1945 года. 16 марта 1945 года рота лейтенанта Северилова получила боевую задачу занять населённый пункт Вальтерсдорф юго-западнее Кёнигсберга (ныне — Пенцишево Варминско-Мазурского воеводства Польши). После артиллерийской подготовки, несмотря на численное превосходство вражеских сил, рота начала атаку. Северилов находился в первых рядах. Рота прорвала немецкую оборону и ворвалась на окраину Вальтерсдорфа. В ходе штурма Северилов получил тяжёлое ранение в обе ноги и правую руку, но продолжил руководство боем и продвижение вперёд, пока не потерял сознание. В бою рота понесла незначительные потери, уничтожив при этом до 100 вражеских солдат и офицеров. Своими действиями рота обеспечила продвижение вперёд своей дивизии на 5-6 километров.
29 июня 1945 года Указом Президиума Верховного Совета СССР за «образцовое выполнение боевых заданий командования на фронте борьбы с немецко-фашистскими захватчиками и проявленные при этом мужество и героизм» старший лейтенант Николай Северилов был удостоен высокого звания Героя Советского Союза с вручением ордена Ленина и медали «Золотая Звезда» за номером 7640.
На фронт Северилов больше не вернулся, так как в госпитале врачи ампутировали ему ногу. 31 августа 1945 года он был уволен в запас по ранению, после чего вернулся в Новосибирск. В 1952 году Северилов окончил авиационный техникум в Новосибирске, после чего работал конструктором на авиазаводе имени Чкалова.
В 1963 году совершил преступление, предусмотренное статьёй 119 Уголовного кодекса РСФСР (половое сношение или удовлетворение половой страсти в извращенных формах с лицом, не достигшим половой зрелости). 19 июля 1963 года Указом Президиума Верховного Совета СССР Северилов был лишён всех званий и наград.
После освобождения из мест лишения свободы проживал в Новосибирске. В 1985 году Северилов был награждён орденом Отечественной войны 2-й степени. Скончался 30 августа 1988 года. Похоронен на Гусинобродском кладбище (кв. 1а).